# 33677 Truell
33677 Truell è un asteroide della fascia principale. Scoperto nel 1999, presenta un'orbita caratterizzata da un semiasse maggiore pari a 2,3160073 UA e da un'eccentricità di 0,0714909, inclinata di 7,17298° rispetto all'eclittica.